# Free Sheet Music
Bei Free Sheet Music handelt es sich um eine internationale Bewegung von Musikern (Chorleitern, Dirigenten und Musikwissenschaftlern), die gemeinfreie Musikliteratur am PC neu setzen oder alte Ausgaben, deren Rechtsschutz abgelaufen ist, scannen und anderen Musikern kostenlos zur Verfügung stellen.

## Hintergrund
Noten von gemeinfreier Musik werden von vielen als zu teuer eingeschätzt.
Musikverlage akzeptieren in der Regel den Eintritt der Gemeinfreiheit nicht, sondern versuchen, die bisherigen Einkunftsmöglichkeiten beizubehalten, indem sie das Kopieren gemeinfreier Noten nach Möglichkeit zurückdrängen. Eine Möglichkeit der Umgehung der Gemeinfreiheit besteht in der Ausgabe reversgebundenen Notenmaterials, das nur verliehen wird und bei dem der Entleiher vertraglich gebunden wird.
Die Free Sheet Music Bewegung ist – wie die Open-Access-Bewegung der Wissenschaftler – dem Prinzip des Open Content verpflichtet.

## Rechtliche Situation
Zum einen ist die Urheberschutzfrist zu beachten (70 Jahre nach dem Tod des Autors in Deutschland und der EU), zum anderen aber auch die Schutzfrist für (wesentlich von früheren sich unterscheidende) wissenschaftliche Ausgaben, die in Deutschland 25 Jahre beträgt.
Ein weiterer Aspekt ist das Wettbewerbsrecht. Dadurch wird die Leistung von Musikverlagen geschützt, die die Notengrafik erstellen („stechen“). Doch auch dieses Recht ist begrenzt. Nach der Rechtsprechung des Bundesgerichtshofes („Notenstichbilder-“ oder „Peters-Urteil“) genießt die grafische Darstellung von Musiknoten spätestens 50 Jahre nach Stich keinerlei Schutz mehr (BGH-Urteil vom 6. Februar 1986, AZ I ZR 98/84).
Der von interessierter Seite (siehe Rechtsschutz von Schriftzeichen) vertretene Umkehrschluss, jüngere Noten seien geschützt, ist vor dem Hintergrund des Wettbewerbsrechts zu prüfen.

## Technik
Die Digitalisierung der Noten wurde insbesondere durch die Entwicklung und Verbreitung von Notensatzprogrammen und Notenscanprogrammen für den PC ermöglicht. Das Notenaustauschformat MusicXML hat darüber hinaus dazu beigetragen, dass Noten unabhängig von der Anwendersoftware ausgetauscht und angezeigt werden können.
Meistens werden die Noten allerdings nicht in bearbeitbaren Notensatzprogramm-Formaten, sondern im PDF-Standard veröffentlicht. Oft werden auch Klangdateien im MIDI-Format beigefügt.
Beliebt ist auch der Einsatz von Wikis bei der Präsentation der Noten-PDF-Dateien.

## Bewertung
Neben der finanziellen Sparmöglichkeiten hat Free Sheet Music auch den Vorzug, dass die Digitalisierung der Noten eine leichtere Anpassung der Edition an die jeweiligen Gegebenheiten (etwa durch Transposition und Einzelstimmenauszüge) ermöglicht.

## Sheet Music Consortium
Nicht nur Musikliebhaber digitalisieren gemeinfreie Noten, auch Bibliotheken bzw. Musikbibliotheken stellen mehr und mehr Noten frei zugänglich ins Netz. 22 US-Universitäten bilden das Sheet Music Consortium, das eine Metasuche in digitalisierten Beständen mittels OAI-PMH ermöglicht (vergleichbar dem OAIster für Texte).

## Herausgeber und Initiatoren
Führende Initiatoren und Herausgeber von digitalen Notenarchiven waren u. a. Werner Icking (Werner Icking Music Archive), Rafael Ornes (CPDL), Edward W. Guo (IMSLP), Manfred Hößl und Helmut Kickton (Kantoreiarchiv).